# Fun in Acapulco (album)
Albums de Elvis Presley
Elvis' Golden Records Volume 3
(1963) Kissin' Cousins
(1964)
Fun in Acapulco est un album d'Elvis Presley sorti en novembre 1963. Il s'agit de la bande originale du film L'Idole d'Acapulco, dont Presley tient le premier rôle.

## Titres

### Face 1
1. Fun in Acapulco (Ben Weisman, Sid Wayne) – 2:30
2. Vino, Dinero y Amor (Sid Tepper, Roy C. Bennett) – 1:55
3. Mexico (Sid Tepper, Roy C. Bennett) – 1:59
4. El Toro (Bill Giant, Bernie Baum, Florence Kaye) – 2:42
5. Marguerita (Don Robertson) – 2:42
6. The Bullfighter Was a Lady (Sid Tepper, Roy C. Bennett) – 2:04
7. (There's) No Room to Rhumba in a Sports Car (Fred Wise, Dick Manning) – 1:53

### Face 2
1. I Think I'm Gonna Like It Here (Don Robertson and Hal Blair) – 2:53
2. Bossa Nova Baby (Jerry Leiber, Mike Stoller) – 2:02
3. You Can't Say No in Acapulco (Sid Feller, Dolores Fuller, Lee Morris) – 1:55
4. Guadalajara (Pepe Guízar) – 2:43
5. Love Me Tonight (Don Robertson) – 2:00
6. Slowly But Surely (Ben Weisman and Sid Wayne) – 2:12

## Musiciens
- Elvis Presley : chant
- Scotty Moore : guitare électrique
- Tiny Timbrell : guitare acoustique, mandoline
- Barney Kessel : guitare acoustique
- Dudley Brooks : piano, orgue
- Ray Siegel : contrebasse
- Anthony Terran, Rudolph Loera : trompette
- D. J. Fontana, Hal Blaine : batterie
- Emil Radocchi : percussions
- The Jordanaires : chœurs
- The Amigos : chœurs